# Vuelta al Táchira 2007
La 42ª edición de la Vuelta al Táchira se disputó desde el 07 hasta el 21 de enero de 2007.
Perteneció al UCI America Tour 2006-2007, siendo la octava competición del calendario ciclista internacional americano. El recorrido contó con 14 etapas y 1856 km, transitando por los estados Lara, Trujillo, Mérida y Táchira.
El ganador fue el colombiano Hernán Buenahora del equipo Gobernación del Zulia - Alcaldía de Cabimas, quien fue escoltado en el podio por Manuel Medina y Jackson Rodríguez.
Las clasificaciones secundarias fueron; Jackson Rodríguez ganó la clasificación por puntos, Manuel Medina la montaña, el sprints para Anthony Brea, el sub-23 para Jackson Rodríguez y la clasificación por equipos la ganó Gobernación del Zulia - Alcaldía de Cabimas.

## Equipos participantes
Participaron 20 equipos conformados por entre 6 y 8 corredores, de los cuales catorce fueron venezolanos y seis extranjeros con equipos de Colombia, México y Cuba. Iniciaron la carrera 115 ciclistas de los que finalizaron 64.
| - Lotería del Táchira - Banfoandes - Kino Táchira - Banfoandes - Gobernación del Zulia - Alcaldía de Cabimas - Gobernación de Lara - Alcaldía de San Cristóbal - Fundación José Rujano - Flor de Caña Ayacucho - Colón - Triple Gordo - Fundela - Café Flor de Patria - Alcaldía de Cabimas - BOD - Gobernación de Mérida - Alcaldía de Alberto Adriani - Café Cordillano - Expresos Occidente - Alcaldía de Páez - Alcaldía de Páez - Expresos Occidente - Ejército - Gobernación del Barinas | - Trecolli - Bono de Ciclismo - Gobierno de Norte de Santander - Retromaquinas - Selle Italia-Serramenti PVC Diquigiovanni - Tecos de la Universidad Autónoma de Guadalajara - Selección de Jalisco - Selección Nacional de Cuba |

## Etapas
| Etapa | Fecha       | Recorrido                              | Km    | Ganador            | Lider             |
| 1.ª   | 7 de enero  | Circuito en Barquisimeto               | 112,5 | Alberto Loddo      | Alberto Loddo     |
| 2.ª   | 8 de enero  | CRE El Tocuyo - Quíbor - El Tocuyo     | 46    | José Chacón        | José Chacón       |
| 3.ª   | 9 de enero  | Carora - Valera                        | 151,2 | Juan Murillo       | José Chacón       |
| 4.ª   | 10 de enero | Ejido - La Azulita                     | 112   | Hernan Buenahora   | Hernan Buenahora  |
| 5.ª   | 11 de enero | La Azulita - Bailadores                | 119,3 | José Serpa         | Hernan Buenahora  |
| 6.ª   | 12 de enero | El Vigía - La Grita                    | 182,8 | Manuel Medina      | Hernan Buenahora  |
| 7.ª   | 13 de enero | Seboruco - Cerro El Cristo             | 129   | Freddy Vargas      | Hernan Buenahora  |
| 8.ª   | 14 de enero | Circuito en San Cristóbal              | 121,9 | Manuel Medina      | Hernan Buenahora  |
| 9.ª   | 16 de enero | Táriba - Pregonero                     | 188   | Francisco Colorado | Hernan Buenahora  |
| 10.ª  | 17 de enero | Pregonero - San Antonio                | 229,4 | Walter Pedraza     | Jackson Rodríguez |
| 11.ª  | 18 de enero | Cordero - El Cobre                     | 145   | César Salazar      | Hernan Buenahora  |
| 12.ª  | 19 de enero | CRI de San José de Bolívar a Queniquea | 12,9  | Hernan Buenahora   | Hernan Buenahora  |
| 13.ª  | 20 de enero | Rubio - Cordero                        | 157,3 | Arnold Alcolea     | Hernan Buenahora  |
| 14.ª  | 21 de enero | San Rafael del Piñal - Rubio           | 149,5 | César Salazar      | Hernan Buenahora  |

## Clasificaciones

### Clasificación general
| Posición | Ciclista           | Equipo                                      | Tiempo     |
|          | Hernan Buenahora   | Gobernación del Zulia - Alcaldía de Cabimas | 46:43:33   |
| 2.º      | Manuel Medina      | Gobernación del Zulia - Alcaldía de Cabimas | + 00:01:13 |
| 3.º      | Jackson Rodríguez  | Lotería del Táchira - Banfoandes            | + 00:02:49 |
| 4.º      | Carlos Maya        | Lotería del Táchira - Banfoandes            | + 00:03:39 |
| 5.º      | Carlos Becerra     | Triple Gordo                                | + 00:05:09 |
| 6.º      | Yeisson Delgado    | Gobernación del Zulia - Alcaldía de Cabimas | + 00:07:21 |
| 7.º      | César Salazar      | Lotería del Táchira - Banfoandes            | + 00:08:25 |
| 8.º      | José Castelblanco  | Alcaldía de Cabimas - BOD                   | + 00:09:38 |
| 9.º      | José Chacon        | Lotería del Táchira - Banfoandes            | + 00:12:39 |
| 10.º     | Francisco Colorado | Expresos Occidente - Alcaldía de Páez       | + 00:16:07 |

### Clasificación por puntos
| Posición | Ciclista          | Equipo                                      | Puntos |
|          | Jackson Rodríguez | Lotería del Táchira - Banfoandes            | 188    |
| 2°       | Manuel Medina     | Gobernación del Zulia - Alcaldía de Cabimas | 178    |
| 3°       | Hernan Buenahora  | Gobernación del Zulia - Alcaldía de Cabimas | 146    |

### Clasificación de la montaña
| Posición | Ciclista         | Equipo                                      | Puntos |
|          | Manuel Medina    | Gobernación del Zulia - Alcaldía de Cabimas | 97     |
| 2°       | Hernan Buenahora | Gobernación del Zulia - Alcaldía de Cabimas | 65     |
| 3°       | Freddy Vargas    | Kino Táchira - Banfoandes                   | 52     |

### Clasificación de los sprints
| Posición | Ciclista     | Equipo                                    | Puntos |
|          | Anthony Brea | Selle Italia-Serramenti PVC Diquigiovanni | 64     |
| 2°       | Wilmen Bravo | Expresos Occidente - Alcaldía de Páez     | 47     |
| 3°       | José Chacon  | Lotería del Táchira - Banfoandes          | 31     |

### Clasificación sub-23
| Posición | Ciclista          | Equipo                                | Tiempo     |
|          | Jackson Rodríguez | Kino Táchira                          | 46:46:22   |
| 2°       | Edwin Becerra     | Fundación José Rujano                 | + 00:33:31 |
| 3°       | Álvaro Torres     | Alcaldía de Páez - Expresos Occidente | + 01:58:41 |

### Clasificación por equipos
| Posición | Equipo                                      | Tiempo     |
|          | Gobernación del Zulia - Alcaldía de Cabimas | 138:28:05  |
| 2°       | Lotería del Táchira - Banfoandes            | + 00:01:23 |
| 3°       | Triple Gordo                                | + 01:49:51 |